# Kompani Orheim
Kompani Orheim är en norsk dramafilm från 2012 i regi av Arild Andresen, med Cecilie Mosli, Vebjørn Enger och Kristoffer Joner i huvudrollerna. Handlingen är en uppväxtskildring i två tidslinjer: den unge Jarle Orheims familjeliv och skolgång på 1980-talet, och den vuxne Jarle, nu med efternamnet Klepp, som besöker sin fars begravning. Filmen bygger på Tore Renbergs roman med samma namn, och är den fristående tredje filmatiseringen av Renbergs romansvit om Jarle Klepp. Filmen vann Dragon Award för bästa nordiska film vid Göteborg International Film Festival och nominerades till Nordiska rådets filmpris.

## Medverkande
- Rolf Kristian Larsen som Jarle Klepp
- Vebjørn Enger som Jarle Orheim
- Kristoffer Joner som Terje Orheim
- Cecilie Mosli som Sara Orheim
- Andreas Cappelen som Steinar Orheim
- Henrik Mestad som Tormod Veen
- Glenn André Viste Bøe som Helge Ombo
- Vera Rudi som Anja Kihle
- Tone Beate Mostraum som Ragnhild

## Tillkomst
Romanen Kompani Orheim av Tore Renberg är den andra boken om Renbergs alter ego Jarle Klepp, men den tredje som filmatiserats. Tidigare filmer är Mannen som älskade Yngve från 2008 och Jeg reiser alene från 2011, båda med Rolf Kristian Larsen i huvudrollen. Regissören Arild Andresen läste Kompani Orheim 2005, och arbetade enligt egen utsago med filmen i fem år innan den var färdig. Han ser den inte som en del i en serie, utan som en helt fristående film. Larsen repriserar rollen som den vuxne Klepp, medan Vebjørn Enger spelar honom som ung.